# 呂辰塔爾

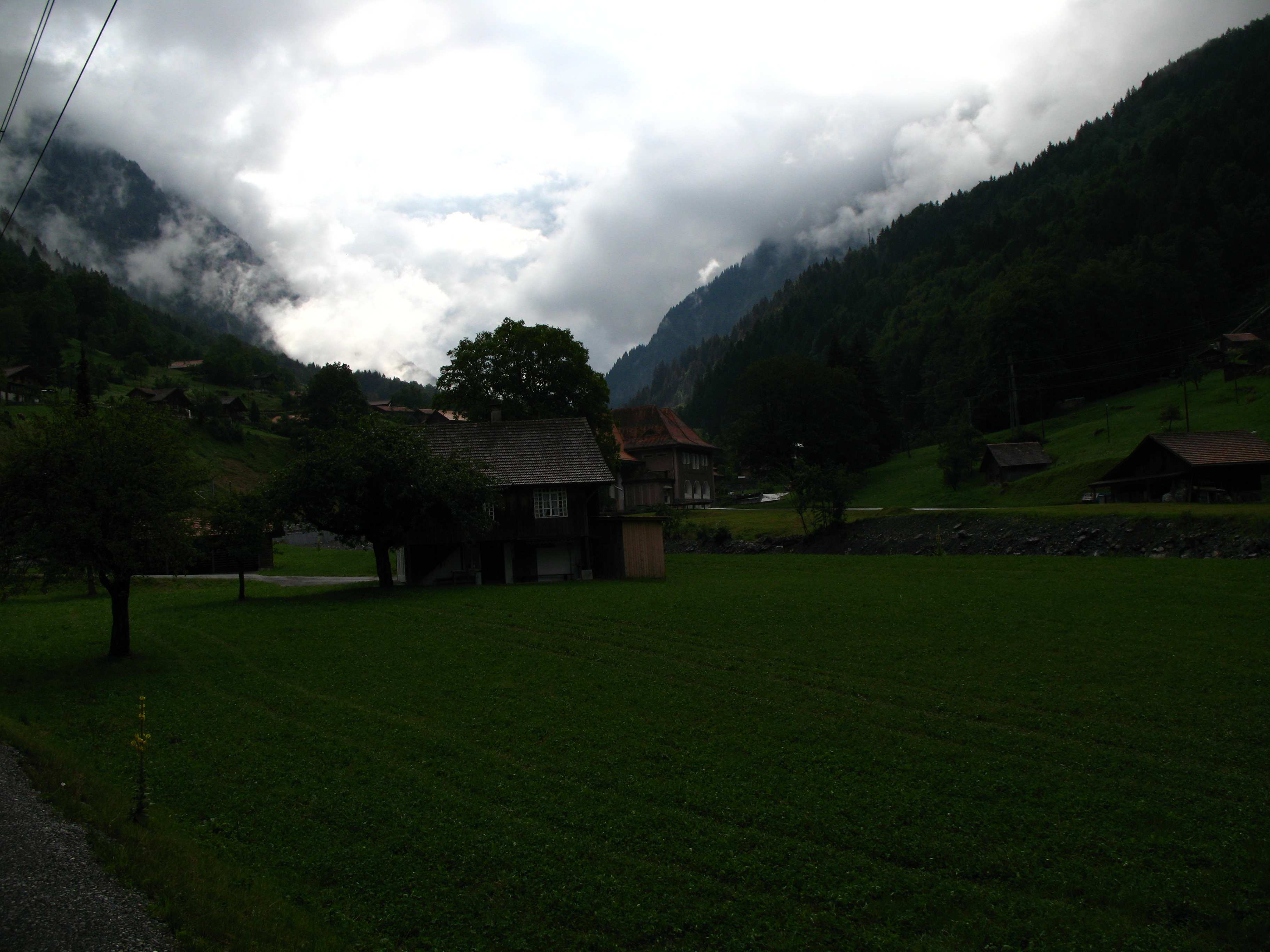

呂辰塔爾是瑞士的城鎮，位於該國中西部，由伯恩州負責管轄，面積12.35平方公里，海拔高度714米，2011年人口240，九成人口信奉基督教，人口密度每平方公里19人。